# Der gestiefelte Kater

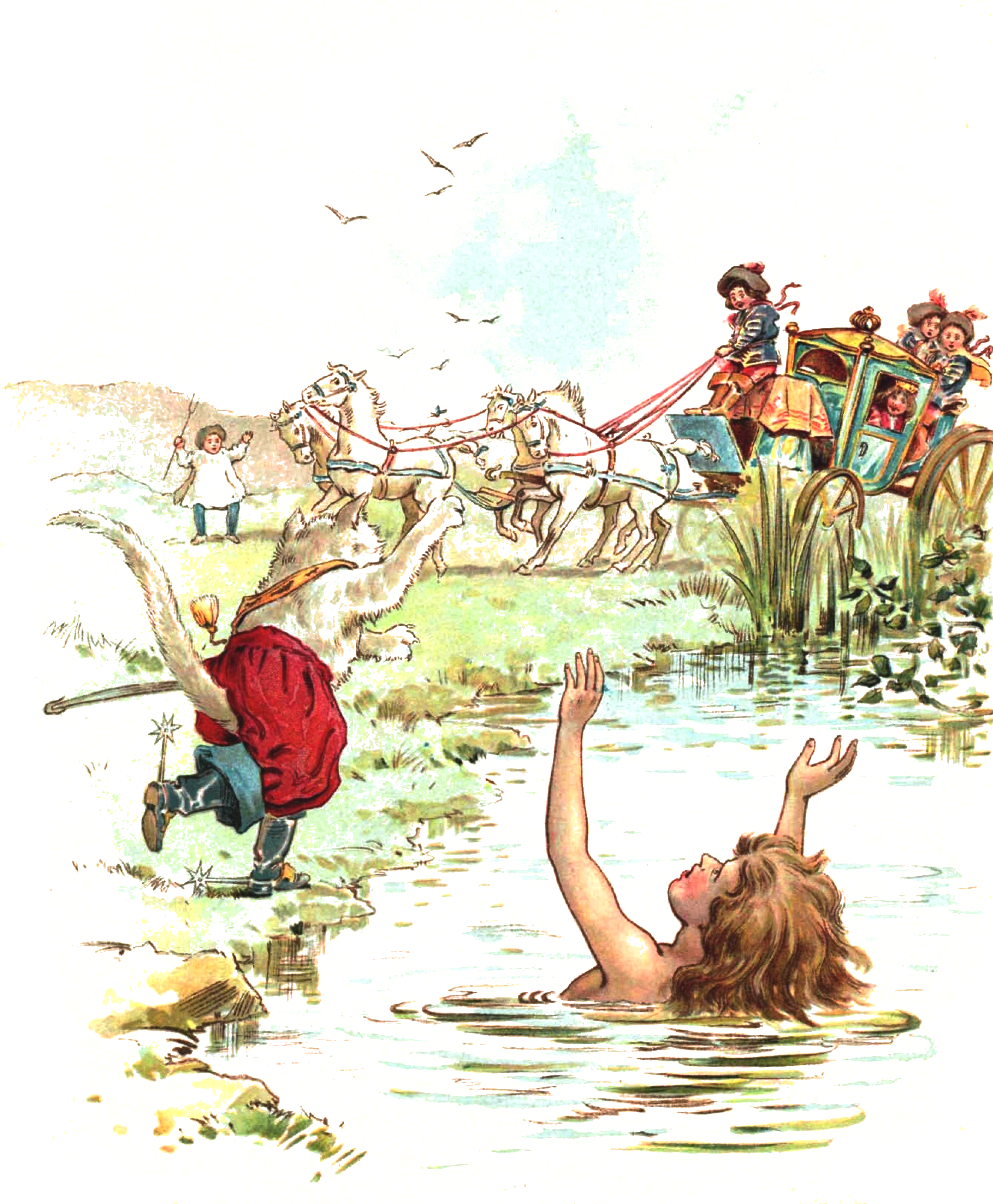
Illustration von Artur Oppman.

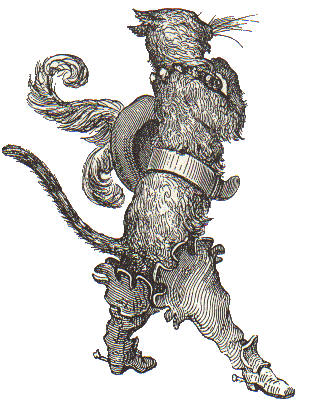
Der gestiefelte Kater in einem Stich von Gustave Doré aus dem 19. Jahrhundert.

Der gestiefelte Kater (Französisch: Le Maître chat ou le Chat botté, „Der Meister Kater oder der Kater in Stiefeln“) ist ein Märchen (ATU 545B). Es stand in den Kinder- und Hausmärchen der Brüder Grimm nur in der 1. Auflage von 1812 als Nr. 33 (KHM 33a). In der modernen, von Heinz Rölleke herausgegebenen Ausgabe findet es sich als Nr. 5 im Anhang.

## Inhalt und Würdigung

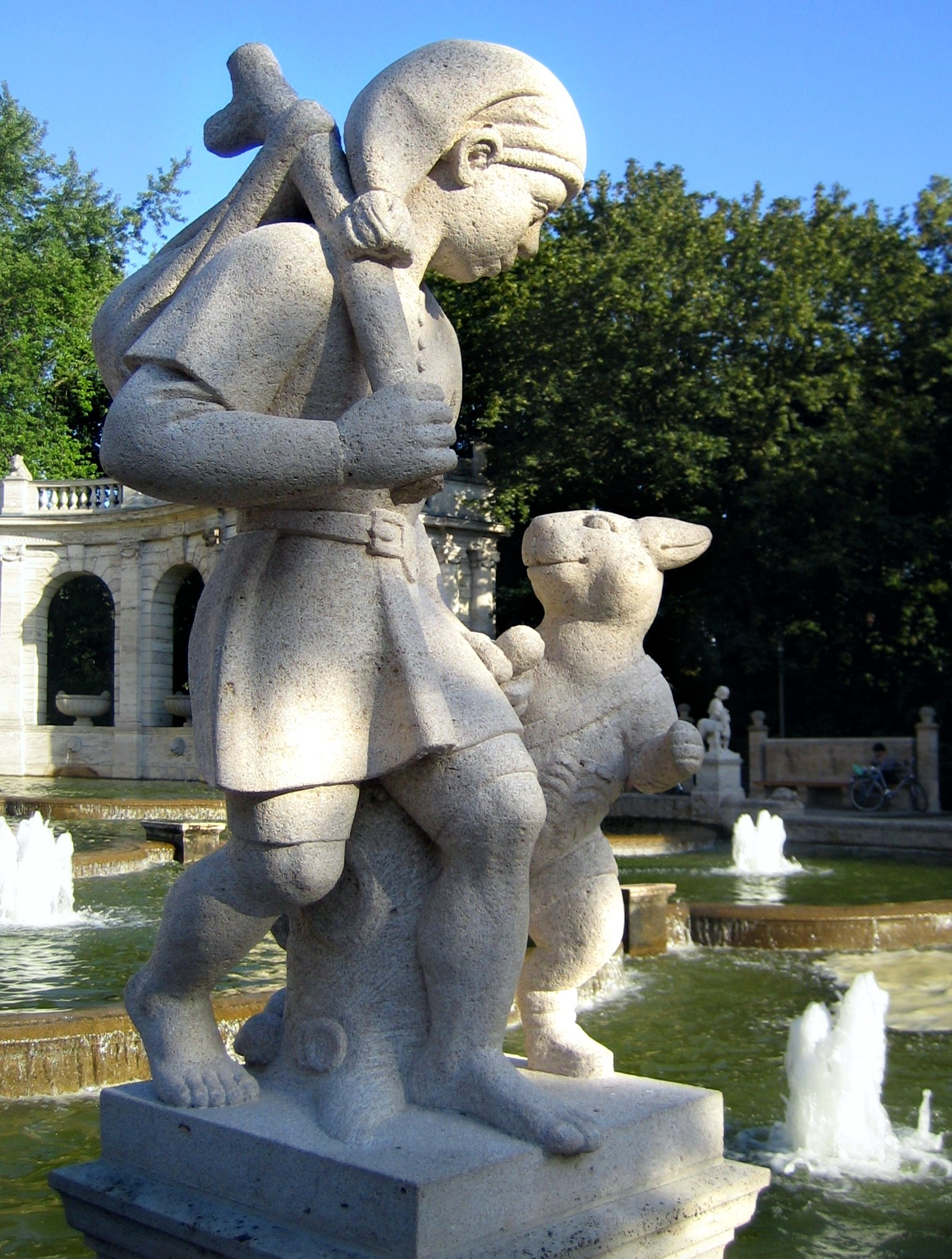
Skulptur von Ignatius Taschner am Märchenbrunnen im Volkspark Friedrichshain, Berlin, 1913.

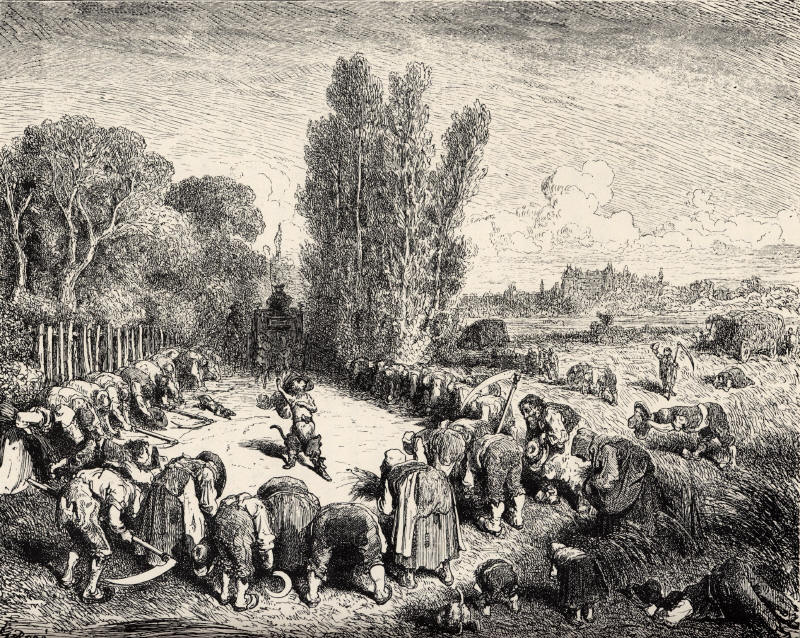
Gustave Doré Illustration zu Charles Perraults Le Maître chat ou le Chat botté.

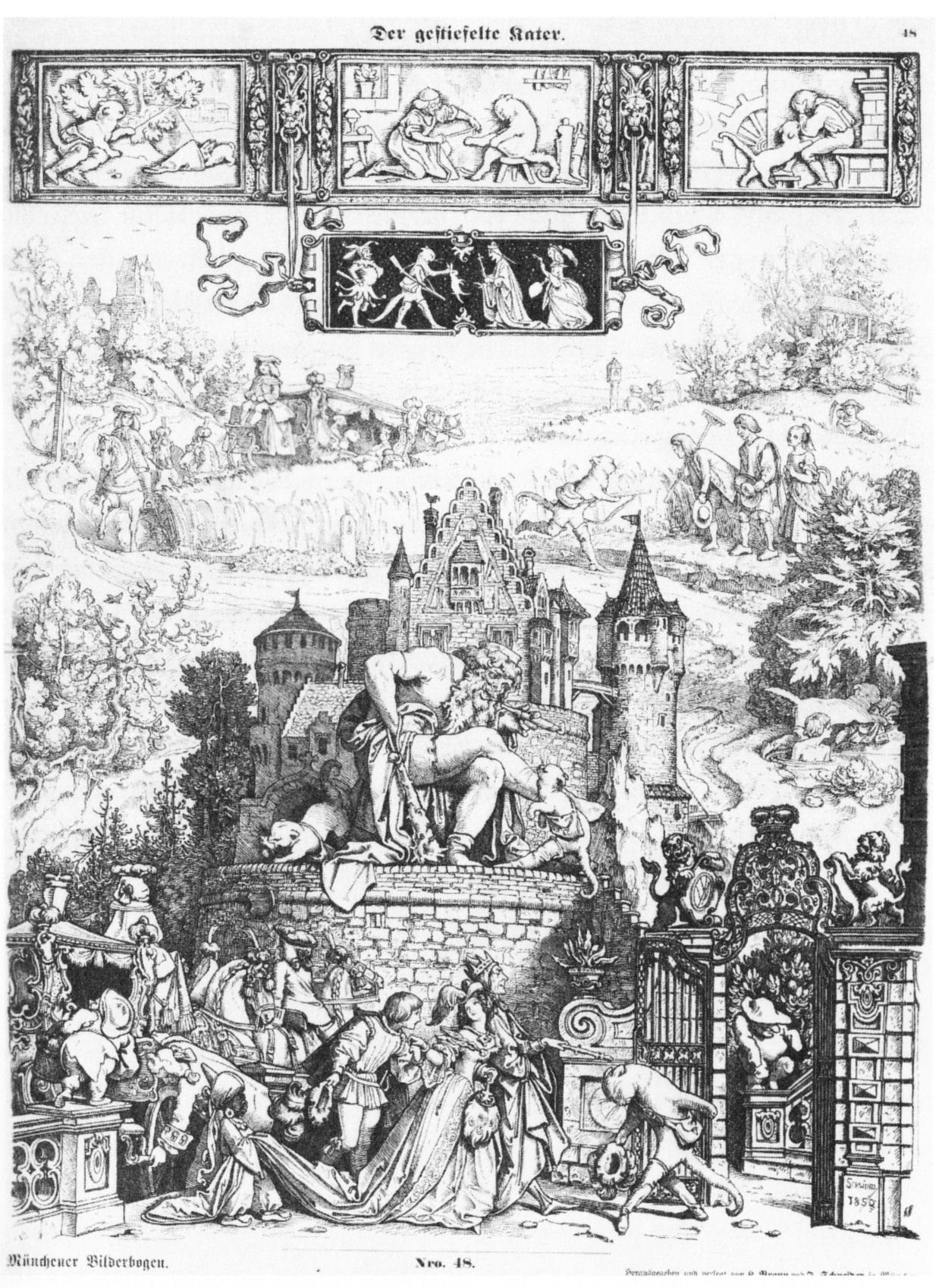
Der gestiefelte Kater (Münchener Bilderbogen, Moritz von Schwind 1850).

Nach dem Tode eines Müllers fällt an den ältesten Sohn die Mühle, an den zweiten ein Esel und an den dritten ein Kater, der scheinbar bloß dazu taugt, sich aus dessen Fell Handschuhe zu machen. Der Kater stellt jedoch Hilfe in Aussicht, wenn sein neuer Besitzer ihm stattdessen ein Paar Stiefel machen lasse, so dass er sich unter den Leuten sehen lassen könne. So geschieht es. Der Kater fängt nun in einem Sack Rebhühner, überlässt sie dem König des Landes als ein Geschenk seines Herrn, des Grafen, und wird dafür mit Gold belohnt. Später lässt der Kater den angeblichen Grafen „splinternackend“ in einem See baden, den der König mit seiner Tochter auf einer Ausfahrt passiert, und klagt, ein Dieb habe seinem Herrn die Kleider gestohlen. Der König lässt von seinen eigenen Kleidern holen und den vermeintlichen Grafen einkleiden und in der Kutsche mitfahren. Der Kater eilt voraus und bringt Arbeiter in Feld und Wald dazu, dem später vorbeifahrenden König auf dessen Frage zu antworten, die Ländereien gehörten dem Grafen. Deren wahren Besitzer, einen mächtigen Zauberer, verleitet der Kater dazu, seine Macht zu demonstrieren, dass er sich gar in ein Mäuslein verwandeln könne; um ihn darauf aufzufressen und dessen Schloss für den Müllersohn in Besitz zu nehmen. „Da ward die Prinzessin mit dem Grafen versprochen, und als der König starb, ward er König, der gestiefelte Kater aber erster Minister.“
Das Märchen arbeitet mit einfachen Motiven – wie der Ungerechtigkeit beim Erbgang, der Dankbarkeit des Katers und zuletzt dem Glück, das aus einem schlechter gestellten den wohlhabenden Mann macht – und ist in verschiedenen Varianten überliefert. Schon die Grimms selbst merkten an, auch eine Version des Gestiefelten Katers in Le chat botté von Charles Perrault zu kennen, die mutmaßlich italienische Ursprünge hat und bereits von Giovanni Francesco Straparola aufgezeichnet wurde.
Schon vor der Grimmschen Ausgabe 1812 erschien von Ludwig Tieck eine Bearbeitung des Märchens 1797 in der gleichnamigen Komödie Der gestiefelte Kater, die jedoch erst am 20. April 1844 in Berlin uraufgeführt wurde. Einige Parallelen finden sich auch in Joseph von Eichendorffs Aus dem Leben eines Taugenichts von 1826, wenngleich es hier der Müllersknabe selbst ist, der loszieht, sein Glück zu suchen. Gustav Falke veröffentlichte 1904 eine weitere Version vom gestiefelte Kater als Dichtung in 11 Gesängen. Über die Jahre seiner Rezeption ist der in zahllosen Versionen für Kinder aufbereitete Stoff nicht zuletzt durch einige Verfilmungen einer breiten Öffentlichkeit bekannt geworden.

## Herkunft
Wilhelm Grimm hatte das Märchen laut seiner Notiz offenbar mündlich von Jeanette Hassenpflug. Später strich er es wohl wegen der Ähnlichkeit zu Le Maître Chat ou le Chat botté in Charles Perraults Histoires ou contes du temps passé, avec des moralités: Contes de ma mère l’Oye (1697). Jeanette war Tochter einer französischsprachigen Hugenottenfamilie. Bereits im 18. Jahrhundert waren deutsche Übersetzungen Perraults erschienen. Wilhelm bearbeitete den Text sowohl vor als auch nach dem Druck selbst weiter. Perraults soziale Antagonismen wurden sublimiert, Wertungen entfielen. Der Text erscheint jetzt als schwankhafte Volkserzählung und wurde mit volkstümlich klingenden Wendungen versehen.
Offenbar ohne Einfluss blieben die frühen, italienischen Versionen des Märchens: Costantino Fortunato in Giovanni Francesco Straparolas Ergötzliche Nächte 11,1 und Cagliuso in Giambattista Basiles Pentameron 2,4. Sowohl Tierhelfer als auch Meisterdiebe haben lange literarische Tradition (z. B. KHM 60, 104a bzw. 68, 192). Hans-Jörg Uther vergleicht Reineke Fuchs, Der Pfaffe Amis, Till Eulenspiegel, Lazarillo de Tormes.
Varianten mit einem Fuchs sind im bulgarischen, rumänischen, serbischen, griechischen, estnischen und kurdischen Sprachraum bekannt (siehe Die Füchsin und der Schäfer).

## Interpretation
Eugen Drewermann analysiert, wie der pfiffige Kater den Überlebenswillen seines Herrn in der Not personifiziere, auf die die Erbteilung keine Rücksicht nehme. Er passe zum harmlos wirkenden Überlebenskampf als Lebenseinstellung. Drewermann vergleicht ihn mit schizoiden oder narzisstischen Beratern in Politik und Wirtschaft, allerdings ist es bei ihm die Hybris des Hoffnungslosen. Da er nichts habe, sei sein Unternehmen auf den moralischen Kredit seines Auftraggebers angewiesen, so unnatürlich die Stiefel für eine Katze auch seien. Seinen eigenen Appetit verbeiße er sich, um sich beim politischen Machthaber einzukaufen. Dazu werde auch die Liebe der Königstochter und das Mitleiderregende seiner Nacktheit instrumentalisiert. Seine Existenzangst werde die der anderen, damit sie seine Lüge nicht benennen. Weder die Arbeiter noch den König kümmere es offenbar, wem wirklich etwas gehöre. Was in anderen Märchen die Begegnung des Helden mit seinem zauberischen Selbst sein könne, sei hier nur die Ablösung eines großen Betrügers durch einen neuen, wobei sein Schloss heute am ehesten einem Bankturm entspreche. So unterscheide sich diese Gesellschaftssatire (ähnlich Goethes Reineke Fuchs) von echten Zaubermärchen wie Der arme Müllerbursch und das Kätzchen, die die Liebe als einzigen Ausweg wirklich ernst nehmen.
Wilhelm Salber formuliert als Hauptfiguration ein Gefühl misslingenden Entgegenkommens der Welt, weshalb eigene Sehnsüchte abgetrennt im hilfreichen Kater gelebt werden.
Die Überlieferungs- und Wirkungsgeschichte, insbes. die Geschichte der Illustration des Märchens, dokumentiert aktuell Bernhard Lauer im Brüder Grimm-Journal 12 / 2021, S. 29–35 mit zahlreichen Abbildungen. Im Kasseler Brüder Grimm-Zentrum der Brüder Grimm-Gesellschaft (www.grimms.de) sind zahlreiche italienische, französische und deutsche Märchenausgaben von 16. bis 21. Jahrhunderts zusammengetragen und mehr als 200 Illustrationen zum „Gestiefelten Kater“, vor allem aus dem 19. und 20. Jahrhundert, verfügbar. Zugleich kann hier das Märchen in mehr 100 verschiedenen Sprachen dokumentiert werden.
Zuletzt ist eine große Monographie unter dem Titel Der Gestiefelte Kater in Dichtung und Kunst im Großformat (32 × 22 cm) erschienen, hrsg. u. bearb. von Bernhard Lauer (Kassel: Verlag der Brüder Grimm-Gesellschaft, 2022. 208 S. mit mehr als 400 meist farbigen Abbildungen; ISBN 978-3-940614-45-2).

## Rezeption

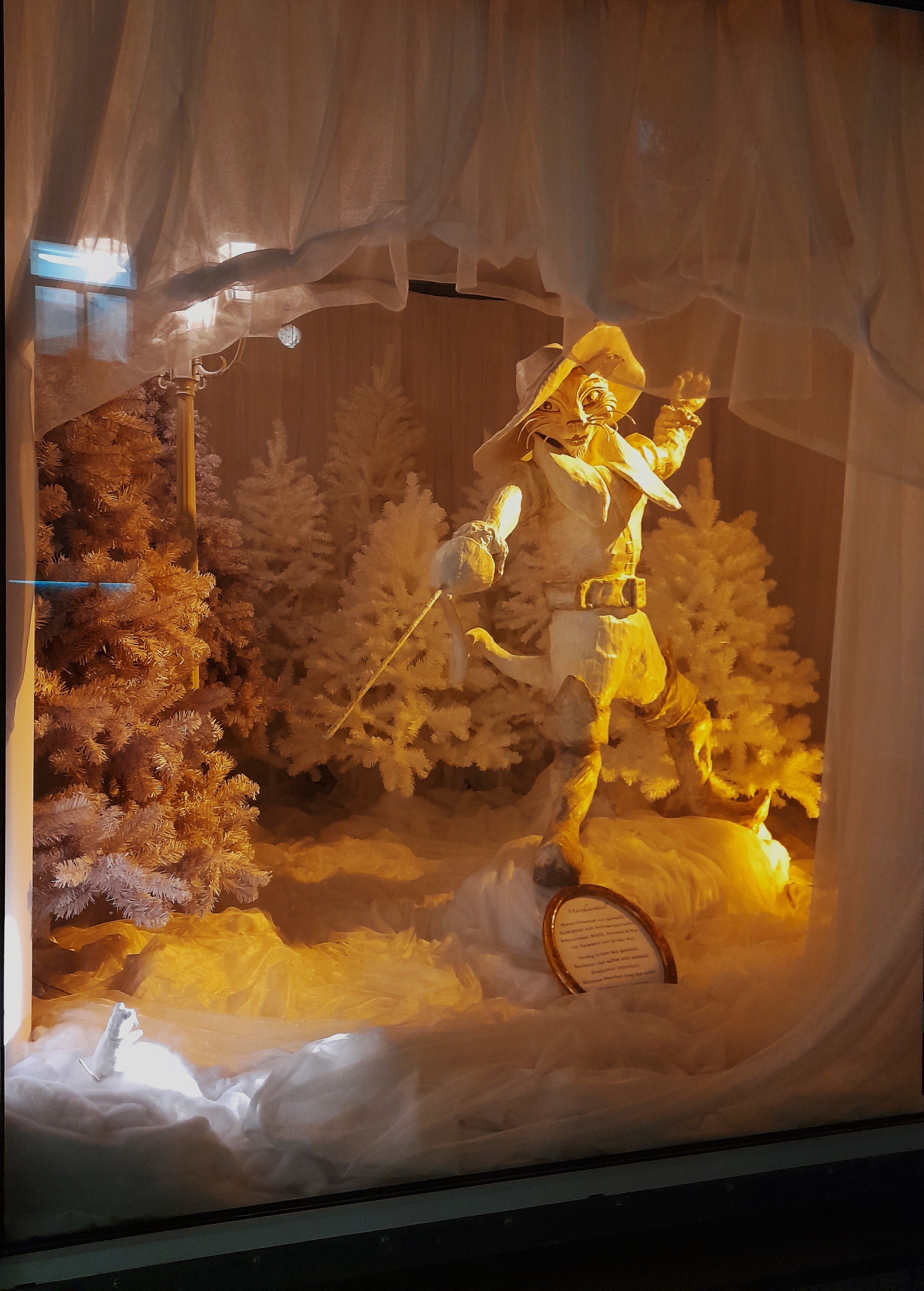
Funkelfenster des Helmnot-Theaters (Lichtenstein/Sa.), Der Gestiefelte Kater

### Adaption für die Oper
- Im Jahre 1913 wurde in Sankt Petersburg die Kinderoper Der gestiefelte Kater des russischen Komponisten César Cui (1835–1918) uraufgeführt.
- Der spanische Komponist Xavier Montsalvatge (1912–2002) schrieb 1947 die Oper Der gestiefelte Kater (El Gato con Botas). Sie wurde im Januar 1948 am Gran Teatre del Liceu, Barcelona, uraufgeführt. Das Libretto wurde 2006 von Mechthild von Schoenebeck neu ins Deutsche übersetzt.
- Günter Bialas: Der gestiefelte Kater oder Wie man das Spiel spielt. Komische Oper in 2 Akten. Libretto: Tankred Dorst (nach Ludwig Tieck). UA 15. Mai 1975 Schwetzingen (Festspiele; Ensemble der Hamburgischen Staatsoper). Neufassung: 1987 München

### Film
- 1934: Der Graf von Carabas, Regie: Lotte Reiniger (Deutschland, Silhouettenfilm)
- 1935: Der gestiefelte Kater, Regie: Alf Zengerling (Deutschland)
- 1935: Micky spielt auf (USA, Trickfilm-Episode)[9][10][11]
- 1936: Graf Habenichts (Deutscher Märchenkranz, 1. Folge), Regie: Kurt Stordel (Deutschland, Zeichentrickfilm)
- 1938: Der gestiefelte Kater (Кот в сапогах), Regie: Valentina und Zinaida Brumberg (UdSSR)
- 1939: Der gestiefelte Kater, Regie: Ferdinand Diehl (Deutschland, Puppentrickfilm, stumm)
- 1955: Der gestiefelte Kater, Regie: Herbert B. Fredersdorf (BRD)
- 1958: Die Abenteuer des gestiefelten Katers (Новые похождения Кота в Сапогах), Regie: Alexander Rou (UdSSR)
- 1967: Der gestiefelte Kater, Regie: Monika Krauße-Anderson (DDR/DEFA-Studio für Trickfilme, Puppentrickfilm)[12]
- 1968: Der gestiefelte Kater (Кот в сапогах), Regie: Valentina und Zinaida Brumberg (UdSSR)
- 1969: Der gestiefelte Kater (Japan, Zeichentrick, Regie: Kimio Yabuki)
- 1976: Der gestiefelte Kater reist um die Welt (Japan, Zeichentrick, Regie: Hiroshi Shidara)
- 1987: Märchen der Welt – Puppenspiel der kleinen Bühne, Folge 106: Der schwarzgestiefelte Kater (Deutschland, Puppenspiel, Regie: Phaidon Sofianos)
- 1987: Gurimu Meisaku Gekijō, Folge: Der gestiefelte Kater (Japan, Zeichentrickserie)
- 1988: Der gestiefelte Kater (Puss’n Boots) (USA/IL)
- 1993: Der gestiefelte Kater (Puss in Boots) (Australien, Zeichentrick)
- 1997: Der gestiefelte Kater (Dingo Pictures)
- 1999: SimsalaGrimm, Folge: Der gestiefelte Kater (Deutschland, Zeichentrickserie)
- 2006: Der gestiefelte Kater – Catman begins (Deutschland/Österreich)
- 2009: Der gestiefelte Kater – Die wahre Geschichte (La véritable histoire du Chat Botté) (Frankreich)
- 2009: Der gestiefelte Kater, Märchenfilm aus der 2. Staffel der ARD-Reihe Acht auf einen Streich, Deutschland, Regie: Christian Theede
- 2011: Der gestiefelte Kater (Puss in Boots), Regie: Chris Miller (USA, DreamWorks Animation)
- 2022: Der gestiefelte Kater: Der letzte Wunsch (Puss in Boots: The Last Wish), Regie: Joel Crawford (USA, DreamWorks Animation)

In den computeranimierten Filmen Shrek 2, Shrek der Dritte und Für immer Shrek übernimmt der gestiefelte Kater eine wichtige Nebenrolle.

### Theater
- Ludwig Tieck: Der gestiefelte Kater. Ein Kindermärchen in drei Akten, mit Zwischenspielen, einem Prologe und Epiloge. 1797.
- Franz Graf von Pocci: Muzl, der gestiefelte Kater. Mährchen in 3 Aufzügen. München 1861.
- 1869: Der gestiefelte Kater, Weihnachtsmärchen in einem Akt von Gustav Gans zu Putlitz[13]
- Der gestiefelte Kater. Ein Kindermärchenlustspiel in 3 Bildern von Robert Bürkner.

- Neubearbeitet von Kurt-Achim Köweker und Rainer Antoine. Musik Peter Janssens.

- 1964: Der gestiefelte Kater oder Wie man das Spiel spielt. Komödie von Tankred Dorst nach Ludwig Tieck.
- 1992: Der Gestiefelte, Musical von Thomas Pigor
- 2015: Der gestiefelte Kater – das Märchenmusical. Musical von Enrico Scheffler & Wolfgang-David Sebastian.[15]

### Figuren- und Marionettentheater
- Die Augsburger Puppenkiste eröffnete am 26. Februar 1948 mit dem Stück Der gestiefelte Kater. Grundlage für die Inszenierung war eine Fassung von Emil Alfred Herrmann.[16] Am 11. Dezember 1955 erfuhr der Stoff eine Neufassung, diesmal von Theaterleiter Walther Oehmichen selbst.[17] Sie wurde 1973 anlässlich des 25. Jubiläums der Puppenkiste neu inszeniert.[17] Seit 1989 wird das Stück nach einer Bearbeitung von Hendrik Crasemann und Hans-Joachim Marschall, frei nach der Fassung von Walther Oehmichen, gespielt.[18]
- Violettas Puppenbühne schuf 1994 mit Der gestiefelte Kater ihr viertes Stück.[19]
- Das Wiener Figurentheater LILARUM brachte am 27. November 1999 das Figurenspiel Der gestiefelte Kater zur Uraufführung.[20]
- Gerd-J. Pohl zeigt Der gestiefelte Kater seit dem 22. Oktober 2011 im Puppenpavillon Bensberg sowie auf seiner Reisebühne Piccolo Puppenspiele.[21]

### Hörspiele (Auswahl)
- 1947: Brüder Grimm: Der gestiefelte Kater – Bearbeitung: Kurt Vethake (Kinderhörspiel, Südwestfunk)
- 1949: Ludwig Tieck: Der gestiefelte Kater – Regie: Robert Adolf Stemmle (Kinderhörspiel, Nordwestdeutscher Rundfunk)
- 1958: Brüder Grimm: Der gestiefelte Kater – Regie/Erzähler: Joseph Offenbach (Kinderhörspiel, Philips)[22]
- 1960: Brüder Grimm: Der gestiefelte Kater – Regie/Erzähler: Joseph Offenbach (Kinderhörspiel/Übernahme von Philips, Eterna, ab 1963: Litera)
- 1967: Brüder Grimm: Der gestiefelte Kater – Regie: Maritta Hübner (Kinderhörspiel, Rundfunk der DDR)
- 1975: Brüder Grimm: Der gestiefelte Kater – Regie: Dieter Scharfenberg (Kinderhörspiel, Litera)
- 2004: Charles Perrault: Der gestiefelte Kater (Reihenuntertitel: Märchenmarathon) – Regie: Uwe Schareck (Kinderhörspiel, Westdeutscher Rundfunk)[23]
- 2005: Brüder Grimm/Charles Perrault: Der gestiefelte Kater (Reihenuntertitel: Tausendundein Märchen im WDR) – Regie: Uwe Schareck (Kinderhörspiel, Westdeutscher Rundfunk)[24]
- 2016: Christian Gailus: Die Grimms und der gestiefelte Kater – Regie: Bernhard Jugel (Kinderhörspiel, Bayerischer Rundfunk)[25]

### Comic
- 1954 erschien eine Comic-Adaption in Band 511 der US-Comicreihe Classics Illustrated Junior, gezeichnet von William A. Walsh. Ein deutschsprachiger Nachdruck erschien beim Bildschriftenverlag 1957 und 1972 in der Reihe Bildermärchen.
- 1983 erschien eine Adaption von Bernhard Meyer und Margret Mellert beim Schweizer BEA + Poly-Verlag.
- Ebenfalls 1983 erschien eine Comic-Adaption beim Schweizer Verlag Editions de l'Agora.
- Ein Manga von Kei Ishiyama erschien 2009 in der Reihe Grimms Manga (Band 2).

### Karikatur
- In der 1842 entstandenen Karikatur des deutschen Dichters Wilhelm Storck Wie einer immer daneben tritt auf Friedrich Wilhelm IV. sieht man die Ursache dafür, dass Friedrich Wilhelm IV. die Bilderfreiheit in Preußen wieder abschaffen ließ.

### Philatelie
- 1968 gab die Deutsche Post der DDR eine Briefmarkenserie mit sechs Motiven heraus.